# Eremitorio de Villacreces
El eremitorio de Villacreces era una pequeña institución monástica para la producción de vino en la localidad de Quintanilla de Onesimo (Valladolid)

## Historia
Villacreces fue centro de producción y retiro para eremitas franciscanos. Durante la última mitad del siglo XIV y primera del XV fue utilizada por Pedro de Villacreces, cuyo apellido dio nombre a la finca. Junto a él, algunos clérigos, entre los que se encontraba San Pedro Regalado, patrón de Valladolid.
Tras la desamortización la finca pasó al marquesado de Teodosio Alonso-Pesquera. La propiedad se fue vendiendo posteriormente hasta que en 2004 se adquirió para la instalación de una bodega de la denominación "Ribera del Duero".